# Luis Almagro
Luis Leonardo Almagro Lemes (Cerro Chato, Paysandú, 1 de junio de 1963) es un abogado, diplomático y político uruguayo. Desde el 26 de mayo de 2015, hasta el 30 de mayo de 2025 fue el secretario general de la OEA. También fue ministro de Relaciones Exteriores de Uruguay durante el gobierno de José Mujica y embajador de su país en China (2007-2010) durante el primer gobierno de Tabaré Vázquez.

## Biografía
Diplomático de carrera, fue embajador ante la República Popular China durante cinco años tras ocupar puestos diplomáticos de jerarquía en la propia Cancillería de su país.
En 2010, fue designado canciller del Gobierno de José Mujica, cargo en el que permaneció hasta el 1 de marzo de 2015. Durante ese tiempo, el jefe de gabinete fue el diplomático Francisco Bustillo.
Como canciller, concretó varias iniciativas, como recibir en territorio uruguayo a varios detenidos de la cárcel de Guantánamo y a decenas de familias sirias víctimas civiles del conflicto de aquel país. Asimismo, se mantuvo la presencia de Uruguay en Haití para asegurar el proceso de reconstrucción del país tras el devastador terremoto de 2010.
En 2014, adoptó una posición crítica al Gobierno venezolano. En consecuencia, el expresidente José Mujica declara: «Lamento el rumbo por el que enfilaste y lo sé irreversible, por eso ahora formalmente te digo adiós y me despido». El sucesor de Mujica en la presidencia, Tabaré Vázquez, sostuvo también una postura crítica hacia la figura de Almagro.
Fue elegido secretario general de la OEA el 18 de marzo de 2015, con el apoyo de 33 de los 34 Estados miembros, y 1 abstención. Al asumir la conducción de la OEA, anunció que uno de los ejes principales de su gestión será «más derechos para más gente» y que trabajará para acercar la Organización a la «nueva realidad del hemisferio». Hizo de la lucha por la democracia en Venezuela el centro de su gestión, con posiciones muchas veces criticadas por diplomáticos y analistas. Pero aprobada de manera general por la familia democrática de las Américas. Su compromiso y determinación fueron fundamentales para su posterior reelección al frente de la OEA.
Fue expulsado de su formación política en un plenario de la coalición de izquierda Frente Amplio el 15 de diciembre de 2018 por unanimidad de votos de los 75 asistentes tras un informe emitido semanas antes por el Tribunal Disciplinario del Frente Amplio. Motivado por un comentario surgido con respecto a la situación que atraviesa Venezuela, donde expresó que no se debía «descartar ninguna opción incluyendo la militar» para sacar al Gobierno de Nicolás Maduro, al que califica de «dictadura». Esto en referencia a una declaración de Estados Unidos, que no descartaba dicha opción para «regresar a Venezuela a la democracia». Según la resolución votada por unanimidad, Almagro violó los principios partidarios al sugerir una posible intervención militar en Venezuela.

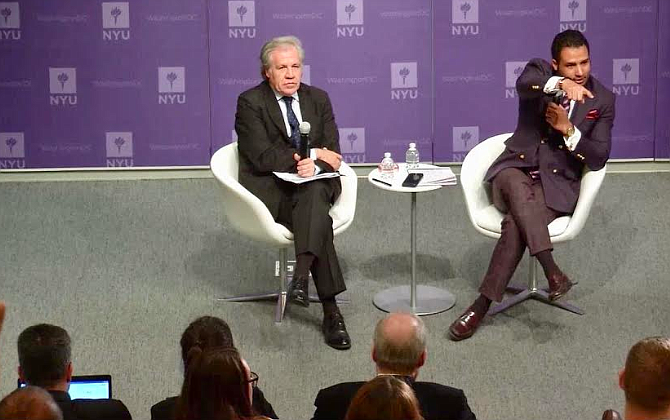
Almagro con el periodista Geovanny Vicente Romero, en la Universidad de Nueva York, en abril de 2019.

En el 2020, Luis Almagro fue reelegido como secretario general con veintitrés votos a favor frente a la candidatura de María Fernanda Espinosa con diez votos.
Recibió la Medalla de Honor otorgada por World Jurist Association en 2023.
El 8 de agosto de 2024 en Florida, la Alcaldesa de la Ciudad de Doral, Christi Fraga y el concejal Rafael Piñeyro declararon el 8 de agosto como el “Día del Dr. Luis Almagro” por su representación como “una figura que ha defendido constantemente la democracia y la libertad”.
El 23 de septiembre de 2024, el presidente de Ucrania, Volodymyr Zelenskyy, otorgó a Almagro la Orden del Mérito de Primera Clase "por su destacada contribución personal al fortalecimiento de la cooperación interestatal, el apoyo a la soberanía estatal y la integridad territorial de Ucrania".
En septiembre de 2024, Almagro recibió un premio del Banco de Desarrollo de América Latina y el Caribe  en reconocimiento a su labor colaborativa con el Banco.
En el VI Encuentro Anual de Juventud y Democracia en las Américas, celebrado en la OEA en noviembre de 2024, Almagro recibió el “Premio Campeones de la Libertad” por su “compromiso y apoyo al fortalecimiento de la democracia en el hemisferio occidental”.
Abandonó su cargo como Secretario General de la OEA al culminar su segundo mandato, el 30 de mayo de 2025.

## Vida personal
Tiene siete hijos, de sus dos matrimonios anteriores y en 2024 se casó con la colombiana Luisa Fernanda Marín. Además de español, habla inglés y francés. Se considera hincha de Nacional.
En octubre de 2022, se reveló que había mantenido una relación sentimental consensuada con una empleada de la OEA quien ocupaba el cargo de asesora. Una investigación externa concluyó en abril de 2023 que «el secretario general no violó las reglas y regulaciones de la OEA en lo que concierne a las obligaciones de (i) supervisión; (ii) incrementos salariales; (iii) intimidación; (iv) viajes; o conflictos de interés».
La investigación independiente señaló que “no incurrió en mala conducta grave”.

## Bolivia
Durante su mandato, la Misión de Observación Electoral de la OEA para las elecciones presidenciales en Bolivia en 2019 denunció irregularidades en el proceso.
De común acuerdo con el gobierno boliviano, la OEA realizó una auditoría del proceso electoral cuyo informe preliminar con fecha 10 de noviembre de 2019 denunció “irregularidades, que varían desde muy graves hasta indicativas”, lo que llevó al equipo técnico auditor a “cuestionar la integridad de los resultados de la elección”.
El mismo 10 de noviembre, Almagro llamó a anular la elección y convocar nuevos comicios, proceso durante el cual, aseguró, “se entiende que los mandatos constitucionales no deben ser interrumpidos, incluido el del Presidente Evo Morales”.
El informe final de la auditoria, publicado el 4 de diciembre, concluyó que hubo una “manipulación dolosa” e “irregularidades graves” que hicieron imposible validar los resultados emitidos originalmente por las autoridades electorales bolivianas. La Unión Europea, que también envió una Misión de Observación Electoral a las elecciones de octubre de 2019 en Bolivia, llegó a similares conclusiones en su informe final.
En 2022, y en cumplimiento de un mandato del Congreso de Estados Unidos, el Departamento de Estado estadounidense elaboró un informe sobre el proceso electoral de Bolivia en 2019, que ratificó los hallazgos de las misiones de la OEA y de la UE.

## Guatemala
Almagro y la OEA cumplieron un papel central en asegurar que Bernardo Arévalo asumiera la presidencia de Guatemala en enero de 2024, después de su victoria en las elecciones generales de 2023, como resaltó el propio Presidente Arévalo en su discurso en una sesión protocolar del Consejo Permanente de la Organización el 26 de marzo de 2024: “Durante 2023, esta Organización jugó un rol fundamental en catalizar el respaldo global a la lucha del pueblo de Guatemala por hacer valer su soberanía".El Embajador de Antigua y Barbuda ante los Estados Unidos y la Organización de los Estados Americanos, Sir Ronald Sanders, afirmó que “sin duda, si la OEA y su Secretario General Luis Almagro, apoyados por Estados miembros clave del Consejo Permanente, no hubieran jugado un papel activo como mediador, negociador e influenciador, Guatemala enfrentaría actualmente una crisis constitucional y disturbios civiles”.

## Publicaciones
- Almagro, Luis (2004). Una visión diferente sobre la inserción internacional.
- Almagro, Luis (2005). Bases para una política de inserción comercial externa.
- Almagro, Luis (2005). Agencia del Comercio Exterior.
- Almagro, Luis (2005). Estrategia de la Unidad de Asuntos Internacionales. (Anuario de Oficina de Programación y Política Agropecuaria (OPYPA) del MGAP).
- Almagro, Luis (2005). Inteligencia Comercial Interna.
- Almagro, Luis (2005). Inteligencia Comercial Externa.
- Almagro, Luis (2005). Agencia del Comercio Exterior.
- Almagro, Luis (2005). Bases para una política de inserción comercial externa. Política Exterior del Presente.
- Almagro, Luis (2006). Perspectiva sobre los eventuales acuerdos de libre comercio.
- Almagro, Luis (2006). En el debe del Mercosur: Inversiones y Agenda Externa.
- Almagro, Luis (2006). En el debe del Mercosur: Inversiones y Agenda Externa. (Anuario de Oficina de Programación y Política Agropecuaria (OPYPA) del MGAP).
- Almagro, Luis; Porto, Luis; Conde, Roberto. (2014). 200 Resultados de Política Exterior. Balance de gestión y principales metas cumplidas 2010-2014.
- Almagro, Luis; Porto, Luis; Conde, Roberto. (2015). Pilares de Política Exterior.
- Iniciativa Democrática de España y las Américas (IDEA) (2017), La Crisis de la Democracia en Venezuela, la OEA y la Carta Democrática Interamericana: Documentos de Luis Almagro (2015-2017), Editorial Jurídica Venezolana International.